# Parenchelyurus
Parenchelyurus es un género de peces de la familia de los blénidos en el orden de los Perciformes.

## Especies
Existen las siguientes especies en este género:
- Parenchelyurus hepburni (Snyder, 1908)
- Parenchelyurus hyena (Whitley, 1953)